# NGC 5349
NGC 5349 est une vaste galaxie spirale barrée située dans la constellation des Chiens de chasse. Sa vitesse par rapport au fond diffus cosmologique est de 5 932 ± 38 km/s, ce qui correspond à une distance de Hubble de 87,5 ± 6,2 Mpc (∼285 millions d'al). NGC 5349 a été découverte par l'astronome irlandais R. J. Mitchell en 1857.
La classe de luminosité de NGC 5349 est II et elle présente une large raie HI.